# ノンプロフィットテクノロジー
ノンプロフィットテクノロジー（英語: non-profit technology）とはNPOやNGO、市民団体、草の根活動などさまざまな非営利セクターの目標をサポートする情報通信技術のことである。特にNPOのために作られた技術、NPOの仕事において使われる技術、どちらの意味も表すことがある。

## ノンプロフィットテクノロジーの利用
多くの業務のために、NPOはコンピュータやインターネット、ほかのネットワーク技術を使う。例えば、ボランティアマネジメントやサポート、寄付者のマネジメント、クライアントのトラッキングやサポート、プロジェクトマネジメント、人的資源（有給スタッフ）のマネジメント、財務会計、プログラム評価、調査、マーケティング、社会運動、協働である。チケットを販売するなど収益を生み出すことができるNPOは、その目的のために技術を使うかもしれない。
NPOが使うことに特化した技術もある。例えば、NPOがボランティアを管理するために使えるソフトウェアパッケージは30個以上もある。動物の避難所を管理するのに役立つようにデザインされたソフトウェアもあったり、非営利のパフォーマンスアートのグループがチケットを販売し、寄付者をマネジメントするのを支援するソフトウェアもあったり、スポーツクラブをマネジメントするソフトウェアもある。。
NPOはプロプライエタリソフトウェアやオープンソースソフトウェア、さまざまなオンラインツール（WWWやE-mail、ソーシャルネットワーキング、wiki、マイクロブログなど）を使うこともある。これらは、営利企業も使っている。自分たちのプレスリリースを広めるために、非営利グループがNonprofit Newswire.comなどのオンラインサービスを使えば、メディアへの働きかけにてこ入れできるかもしれない。
NPOは予算が限られているため、ハードウェアやソフトウェアをアップグレードしたり、コンピュータやインターネットツールを買ったり、技術を学ぶ機会をスタッフに提供したり、営利組織と同じようにはできないかもしれない。NPOはデジタルディバイドの悪影響を受けているかもしれないということだ。
ページ下記に掲載されている外部リンクでは、コンピュータやインターネット、ネットワーク技術の詳細を提供している。特にNPO向けにデザインされた技術、そしてNPOの仕事においてどのように技術が使われているのかを扱っている。

## 専門家
営利企業は、コンピュータやインターネットの利用を手伝うフルタイムのスタッフやパートタイムのコンサルタントを雇うだけの予算があるかもしれない。一方、NPOはだいたい十分な財源を持っていないため、技術の利用をマネジメントし、サポートするフルタイムのスタッフを雇うことができないかもしれない。技術の利用をマネジメントし、サポートすることに充てるスタッフを雇う余裕があるNPOもあるものの、技術の利用をサポートする多くの人たちは、ほかに本業を持つスタッフであり（いわゆる "accidental techies"）、ボランティアである。
コンピュータやインターネット、ネットワーク技術の利用に関するサポートを行う人たちは、ときどきeRidersやcircuit ridersと呼ばれる。より一般的にはNTAP (nonprofit technology assistance providers) である。
ノンプロフィットテクノロジーを扱うボランティアであったり、給料をもらって働いたりする人たちの会員組織はNTEN: The Nonprofit Technology Enterprise Networkである。